# Diospyros mweroensis
Diospyros mweroensis är en tvåhjärtbladig växtart som beskrevs av Frank White. Diospyros mweroensis ingår i släktet Diospyros och familjen Ebenaceae. Inga underarter finns listade i Catalogue of Life.